# Nicolas-Jean Lefroid de Méreaux
Nicolas-Jean Lefroid de Méreaux (París, 1745 - 1797) fou un organista i compositor francès. Fou l'avi del també músic Amédée Méreaux.
Fou organista de l'església de Saint-Jacques-du-Haut-Pas, per a la qual va escriure molts motets, deguent-se'li a més la cantata Aline, reine de Golconde; l'oratori Esther, i les òperes Le retour de la tendresse (1774); Le duel comique (1776); Lanrette (1782); Alexandre aux Indes (1785), i Oedipe et Jocaste (1791).